# Saint-Denis (La Bruyère)
Pour les articles homonymes, voir Saint-Denis.
Ne doit pas être confondu avec Saint-Denis (Mons).
Saint-Denis, aussi appelé Saint-Denis-Bovesse (en wallon Sint-Dni-dlé-Bovesse), ou encore Saint-Denis-lez-Gembloux,,, est un village de Hesbaye namuroise au nord-ouest de la ville de Namur, en Belgique. Administrativement il fait partie de la commune de La Bruyère située en région wallonne dans la province de Namur. C'était une commune à part entière avant la fusion des communes de 1977. Il a une superficie de 901 ha.

## Géographie

### Hydrographie
La Mehaigne prend sa source dans les prairies de la Spaumerie au sud-est de l'agglomération.

## Évolution démographique
- Source: DGS, 1831 à 1970=recensements population, 1976= habitants au 31 décembre

## Histoire

### Les Hospitaliers
Une commanderie des Hospitaliers de l'ordre de Saint-Jean de Jérusalem - aujourd'hui « Ferme de La Bruyère » qui donna son nom à la nouvelle entité communale en 1977.

## Patrimoine et culture

### Patrimoine architectural
- L'église Saint-Denis, avec sa tour romane du troisième quart du XIIIe siècle[4].

- Presbytère, situé en face de l'église datant du deuxième tiers du XVIIIe siècle[4].
- Château de la Bruyère, de style néo-classique datant de 1822 construit par Jean-Baptiste Buiron, royaliste français qui a émigré en Belgique. Le château fut agrandi et aménagé en style français composite dans la deuxième moitié du siècle[5].
- Ferme de la Bruyère. Ancien bien de l'Ordre du Temple qui passa aux Chevaliers de Malte au XIVe siècle et fit partie des propriétés de la Commanderie de Chantraine[5].

## Économie

### Transports
Le village est desservi par la gare de Saint-Denis-Bovesse sur la ligne 161 de la Société nationale des chemins de fer belges, entre Gembloux et Namur.